# أفيلايوك (أسطورة)

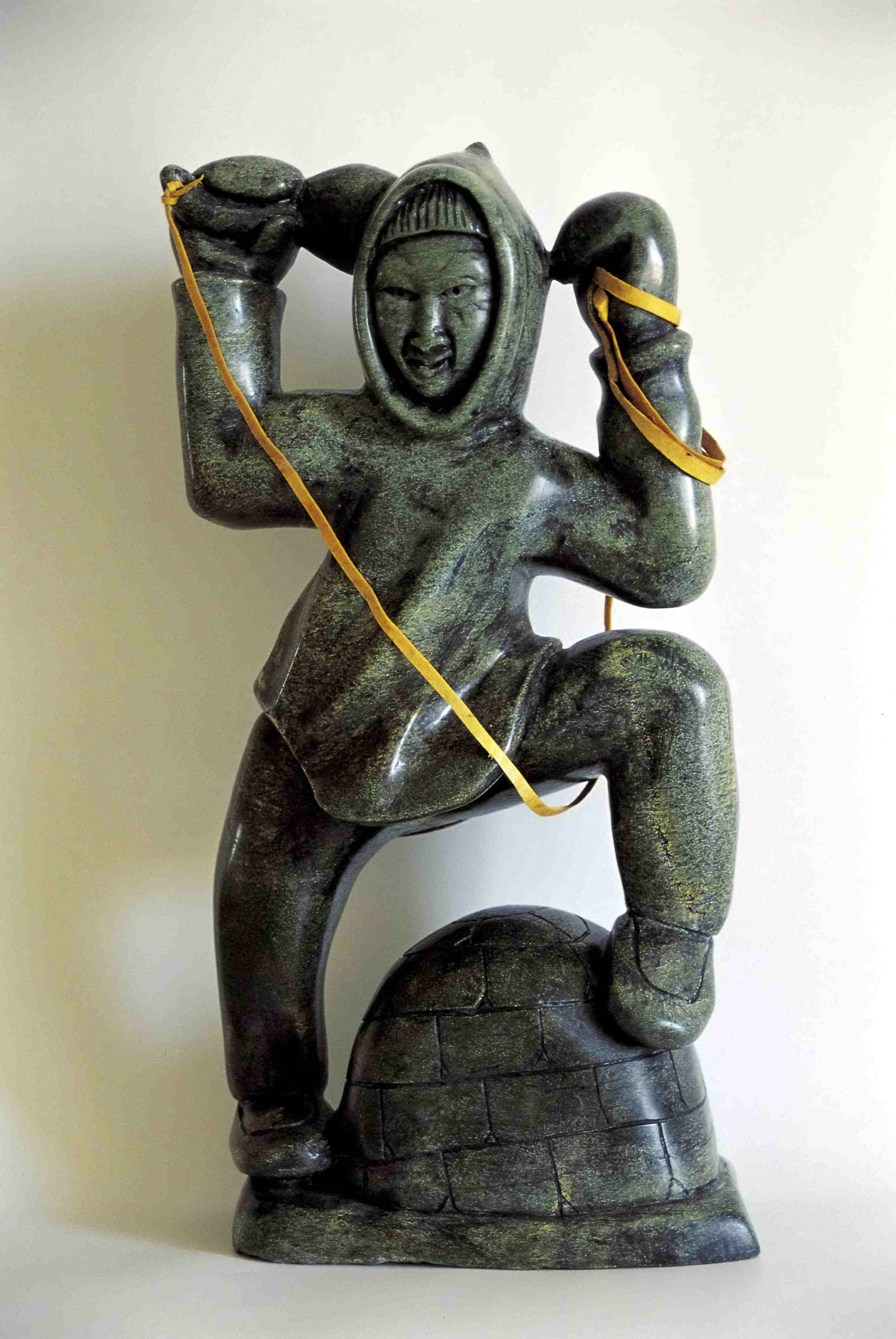
عملاق تدمير كوخ الاسكيمو الفن.

أفيلايوك (بالإنجليزية: Avilayoq)‏ في الأسطورة الأسكموية هي أم العرق البشري والحيوانات من زوجها الكلب. وعندما اختطفها طائر بحري، على شكل رجل، أنقذها أبوها وحملها في قارب. أرسل الطائر البحري عليهما عاصفة رمي الأب أفيلايوك في الماء خائفا، وأرادها ضحية لتهدئة الأمواج. تمسكت بطرف القارب لكن الأب قطع أصابعها وانتزع عينها عندما كانت تغرق في البحر. صارت أصابعها الفقمات والحيتان والحيوانات البحرية الأخرى. لقد صارت الربة سيدنا.
وهناك عدة روايات لهذه الأسطورة في مختلف المناطق، لكن الأفكار السياسية تبني هي نفسها.